# Jan Čermák
Jan Čermák (9 agosto 1988) è un ex sciatore alpino ceco.

## Biografia
Originario di Lánov e attivo dal gennaio del 2004, Čermák ha esordito in campo internazionale in occasione dei Mondiali juniores di Altenmarkt-Zauchensee/Flachau 2007, dove è stato 30º nello slalom speciale, e la sua ultima gara è stata uno slalom speciale citizen disputato il 22 febbraio 2020 a Špindlerův Mlýn; non ha debuttato in Coppa Europa o in Coppa del Mondo e non ha preso parte a rassegne olimpiche o iridate.

## Palmarès

### Campionati cechi
- 2 medaglie:
  - 2 bronzi (slalom speciale nel 2011; supercombinata nel 2012)